# Godinjak
Godinjak je naseljeno mjesto u Republici Hrvatskoj u općini Staro Petrovo Selo u Brodsko-posavskoj županiji.

## Župna crkva
U Godinjaku se nalazi kapela Svetog Luke evanđelista, naselje pripada župi sv. Antuna Padovanskoga iz Starog Petrovog Sela, dio je Novokapelačkog dekanata Požeške biskupije. 

## Zemljopis
Godinjak se nalazi na cesti Nova Gradiška - Slavonski Brod, 2 km zapadno od Starog Petrovog Sela, susjedna naselja su Oštri Vrh, Tisovac i Brđani na sjeveru, Adžamovci i Zapolje na zapadu,  te Gornji Crnogovci na jugu.

## Stanovništvo
Prema popisu stanovništva iz 2011. godine Godinjak je imalo 664 stanovnika. 
| broj stanovnika | 345   | 322   | 330   | 469   | 514   | 588   | 567   | 647   | 818   | 848   | 866   | 820   | 760   | 755   | 745   | 664   | 566   |
|                 | 1857. | 1869. | 1880. | 1890. | 1900. | 1910. | 1921. | 1931. | 1948. | 1953. | 1961. | 1971. | 1981. | 1991. | 2001. | 2011. | 2021. |

## Poznate osobe
- Blažena Jula Ivanišević, službenica Božja

## Šport
- NK Dinamo

## Vanjske poveznice
- O Godinjaku na službenim stranicama Općine Staro Petrovo Selo  Arhivirana inačica izvorne stranice od 29. siječnja 2010. (Wayback Machine)